# Сиклаи, Шандор
Шандор Сиклаи (венг. Sziklai Sándor; 27 декабря 1895 — 26 октября 1956) — венгерский революционер.

## Биография
Родился в семье сельскохозяйственного рабочего. С возраста 13 лет работал батраком в усадьбе Дьюлы Юста. В 1914 году призван в армию Австро-Венгрии, отправлен на Восточный фронт Первой мировой войны, где попал в русский плен. Присоединился к РККА после Октябрьской революции.
В марте 1918 года Сиклаи прибыл в Самару, где образовался вооружённый отряд революционеров «Самарский коммунар»: там служили венгры, румыны, немцы и хорваты. В апреле этот отряд численностью 900 человек был полностью укомплектован и вооружён, а его командиром стал русский офицер Базаревич. Командирами частей отряда стали Сиклаи и немец Мандельбаум, которые добились того, чтоб в бою все команды отдавались на немецком, и даже составили для Базаревича словарь. Из Самары отряд отправился на поезде в сторону Оренбурга, однако на станции Платовка паровоз сломался, и бойцы вынуждены были добираться пешком. По пути отряд принял бой против трёх конных казачьих отрядов, отбив их наступление. По прибытии в Оренбург участвовал в его обороне, вступил в 1-й Казанский сводный полк, в составе которого воевал в Средней Азии.
Сам Сиклаи воевал на Урале, на Среднем Поволжье, в Средней Азии и на Ферганском фронте. Был ранен на Каспийском фронте, после 1919 года командовал полком в Венгерской Советской республике. После войны окончил в СССР среднюю школу и институт, с 1924 года работал преподавателем. Овладел русским, румынским, испанским, немецким и французским языками. Работал в Москве в Коминтерне.
В 1936 году Сиклаи отправился в Испанию, где воевал во время гражданской войны на стороне республиканцев. Боец интербригады. В 1939 году интернирован во Францию, пробыл четыре года в самой Франции и Северной Африке. Вернулся в СССР в 1943 году, занимался воспитательной работой в школах с венгерскими военнопленными, был комиссаром формировавшихся в СССР венгерских частей, однако позже отправился на передовую, откуда не уходил до последнего дня войны. В 1944 году после свержения венгерских властей вернулся на родину и возглавил Бюро военнопленных. С 1948 года служил в Венгерской народной армии, был директором Музея военной истории. Автор мемуарного очерка «Венгерский крестьянский парень в русской революции».
Погиб 26 октября 1956 года в пригороде Будакеси во время Венгерского восстания. В окно его дома была брошена граната, после взрыва нападавшие попытались добить Сиклаи. Тот застрелил первого нападавшего, некоего человека по фамилии Марич, после чего восставшие бросили ещё две гранаты в окно дома. По свидетельствам очевидцев, стены были забрызганы кровью Сиклаи, а обезумевшая толпа разыскивала его жену, угрожая ей расправой. Восставшие также вытащили на улицу тело Сиклаи, пиная его, и разграбили его дом.
Сиклаи был похоронен с почестями после подавления восстания. При жизни он имел звание полковника Венгерской народной армии, посмертно был произведён в генерал-майоры. В последующие годы имя Шандора Сиклаи почиталось наряду с ещё несколькими видными венгерскими коммунистами, погибшими от рук восставших — среди них упоминались Имре Мезё, Янош Асталош и Эва Каллаи, убитые на Республиканской площади. В 1977 году в Мезёхедьеше был установлен памятник Сиклаи, снесённый после событий 1989 года и затем бесследно исчезнувший. Во время Венгерской Народной Республики в ряде городов его именем были названы улицы.
Жена — Гизелла, её отец Лайош Кишш также погиб во время Венгерского восстания 1956 года (забит до смерти). Дочь — Зоя (1953 г.р.). Сын — старший лейтенант РККА, погиб на фронте Великой Отечественной войны; по воспоминаниям современников, после вести о гибели сына Шандор попросил отправить его на фронт, где воевал до Дня Победы.